# Constant Rey-Millet
Pour les articles homonymes, voir Rey et Millet.
 (août 2018).
Si vous disposez d'ouvrages ou d'articles de référence ou si vous connaissez des sites web de qualité traitant du thème abordé ici, merci de compléter l'article en donnant les références utiles à sa vérifiabilité et en les liant à la section « Notes et références ».
Constant Rey-Millet  peintre-écrivain savoyard né le 3 juillet 1905 à La Tour-en-Faucigny, mort le 26 janvier 1959 sur sa terre natale.

## Biographie
Né en 1905 dans une famille catholique aisée, Constant Rey-Millet fréquente l'Institut Florimont, collège situé à Genève. Une santé fragile l'oblige à rester chez lui. Cet immobilisme lui permet de dévorer de nombreuses œuvres littéraires. Son père lui installe un petit atelier près du jardin, au milieu des arbres fruitiers. Il prend modèle sur Cézanne, Matisse, Klee, Braque, Picasso, grâce aux livres et aux revues qu'il possède et réalise ainsi ses premières peintures.
Avec deux de ses amis, Paul Gay et Jean-Marie Dunoyer, il fonde une revue, au titre provocateur, Le Taudis. 23 numéros paraîtront entre juin 1925 et mars 1928. Le frontispice, une gravure, de sa main l'inaugure, suivi d'une étude sur C. F. Ramuz : 
C'est le salut d'une barque de Savoie, le salut des voiles bruissant de vent contre les eaux du lac que j'apporte au grand poète vaudois. À la suite de cette publication, Ramuz vient lui rendre visite à La Tour. Ainsi naîtra entre les deux hommes une amitié.
En 1927, il passe l'année aux Beaux-Arts de Genève où il rencontre de nombreux peintres suisses romands. L'année suivante, il commence à peindre des scènes populaires inspirées de la vie de sa région natale. En 1934-1935, il réalise pour son ami Paul Gay ce que l'on appellera le Salon de Saint Jeoire, ensemble de six grandes huiles sur toile dont l'œuvre principale, La Beauté sur la Terre, est un hommage à C. F. Ramuz.
Un peu avant, en 1932, Rey-Millet avait commencé une correspondance avec le poète suisse Gustave Roud, dont il admire beaucoup l'œuvre. En 1937, il est élu maire de son village natal, fonction dont  il démissionne en 1940 afin de ne pas collaborer avec le régime de Vichy.
En 1940, Constant Rey-Millet part vivre à Collioure, puis à Aix-en-Provence. Il se marie avec Yonne Rosengart en 1941. Le couple aura deux enfants, Christian et Yves-Jacques. Pendant la période de la guerre, il fera notamment la connaissance de Matisse à Nice, Bonnard au Cannet et Picasso à Paris[réf. nécessaire]. Il s'installe à Paris en mars 1945, 179, avenue Victor-Hugo.
Les parents de sa femme achètent une propriété en Floride. Il y vivra la moitié de l'année jusqu'en 1950. Excédé par les mondanités et les « bouffeurs de chewing-gum » - dont il s'entête à ignorer la langue - il s'intéresse aux Indiens et aux descendants des esclaves noirs, écrit Dunoyer. C'est le début de sa période « séminole », inspirée par les tribus indiennes des Everglades. Son ennui et son mal du pays transparaissent dans ses lettres ainsi que les sujets de ses peintures : des ramoneurs savoyards dans un style amérindien[réf. nécessaire].
Il expose chez le docteur Paul Gay, puis en novembre 1947 à la galerie Pierre, à Paris et entame une correspondance avec Jean Paulhan.
En 1949, Rey-Millet ressent les premiers symptômes de la maladie de Parkinson. L'année suivante il se sépare de sa femme et s'en retourne vivre à La Tour auprès de sa mère et de son frère Jean. L'éditeur Pierre Braun lui fournit une presse lui permettant de réaliser des gravures à l'eau-forte pendant environ deux ans.
Dans les dernières années de sa vie, aidé de son frère qui lui tient les feuilles de papier et lui tend les crayons, Rey-Millet réalise des dessins aux crayons de couleurs aquarellés.
Il meurt le 26 janvier 1959, à l'âge de cinquante-trois ans. Il repose dans son village natal.

## Ressources bibliographiques
- Etiemble, Rey-Millet, Editions Gallimard, 1962.
- Jean Leymarie, Rey-Millet, catalogue d'exposition, musée de l'Athénée, Genève, 1967.
- Constant Rey-Millet 1905-1959, catalogue d'exposition, Conservatoire d'art et d'histoire, Annecy, 2000, Texte de Jean-Marie Dunoyer, Préfaces de Balthus et de Charles Bosson.
- Stéphane Rochette, Rey-Millet ou les circonstances de la vie, Bulletin n°25-26, Les Amis de Ramuz, université François Rabelais, Tours, 2006.
- Stéphane Rochette, Ramuz chez Rey-Millet, Éditions Les Amis de Ramuz, université François Rabelais, Tours, 2008.

## Expositions
- Annecy, Conservatoire d'art et d'histoire, Constant Rey-Millet 1905-1959, 06-09.2000
- Paris, Centre Pompidou : Carte blanche à Valère Novarina, 04-06.2003
- Évian-les-Bains, Palais des Congrès, 2005